# Гурково
Гу́рково (болг. Гурково) — місто в Старозагорській області Болгарії. Адміністративний центр общини Гурково.

## Населення
За даними перепису населення 2011 року у місті проживали 2772 особи.
Національний склад населення міста:
| Національність   | Кількість осіб | Відсоток |
| ---------------- | -------------- | -------- |
| болгари          | 2007           | 74,6%    |
| цигани           | 626            | 23,3%    |
| турки            | 35             | 1,3%     |
| інша             | 3              | 0,1%     |
| не визначились   | 21             | 0,8%     |
| Всього відповіли | 2692           |          |

Розподіл населення за віком у 2011 році:
Динаміка населення: